# Boyard Land
 (novembre 2021).
- Si vous ne connaissez pas le sujet, laissez ce bandeau (vous pouvez alors contacter les auteurs).
- Si vous supprimez le contenu mis en cause (vous pouvez préalablement contacter les auteurs),

argumentez précisément cette suppression dans la page de discussion
(un manque de référence n'est pas un argument ; une recherche réelle de référence doit avoir été effectuée, être formellement documentée).
 (décembre 2020).
Boyard Land est un jeu télévisé d'origine française, présenté par Olivier Minne. Il est dérivé de l'émission Fort Boyard de Jacques Antoine, Jean-Pierre Mitrecey et Pierre Launais, et diffusé du 21 décembre 2019 au 3 janvier 2021  sur France 2.

## Concept
Dérivé de Fort Boyard, Boyard Land est un jeu télévisé prenant place dans un parc d'attraction (la plage du Lys Chantilly de Boran-sur-Oise redécorée) dans lequel deux équipes de quatre célébrités s'affrontent et réalisent diverses épreuves afin de gagner un trésor (en boyards, la monnaie fictive de l'émission). Les candidats sont entourés par différents personnages renforçant l'ambiance mystérieuse et fantastique du lieu(la fée Roni, Passe-Nullepart etc.).

## Création du jeu

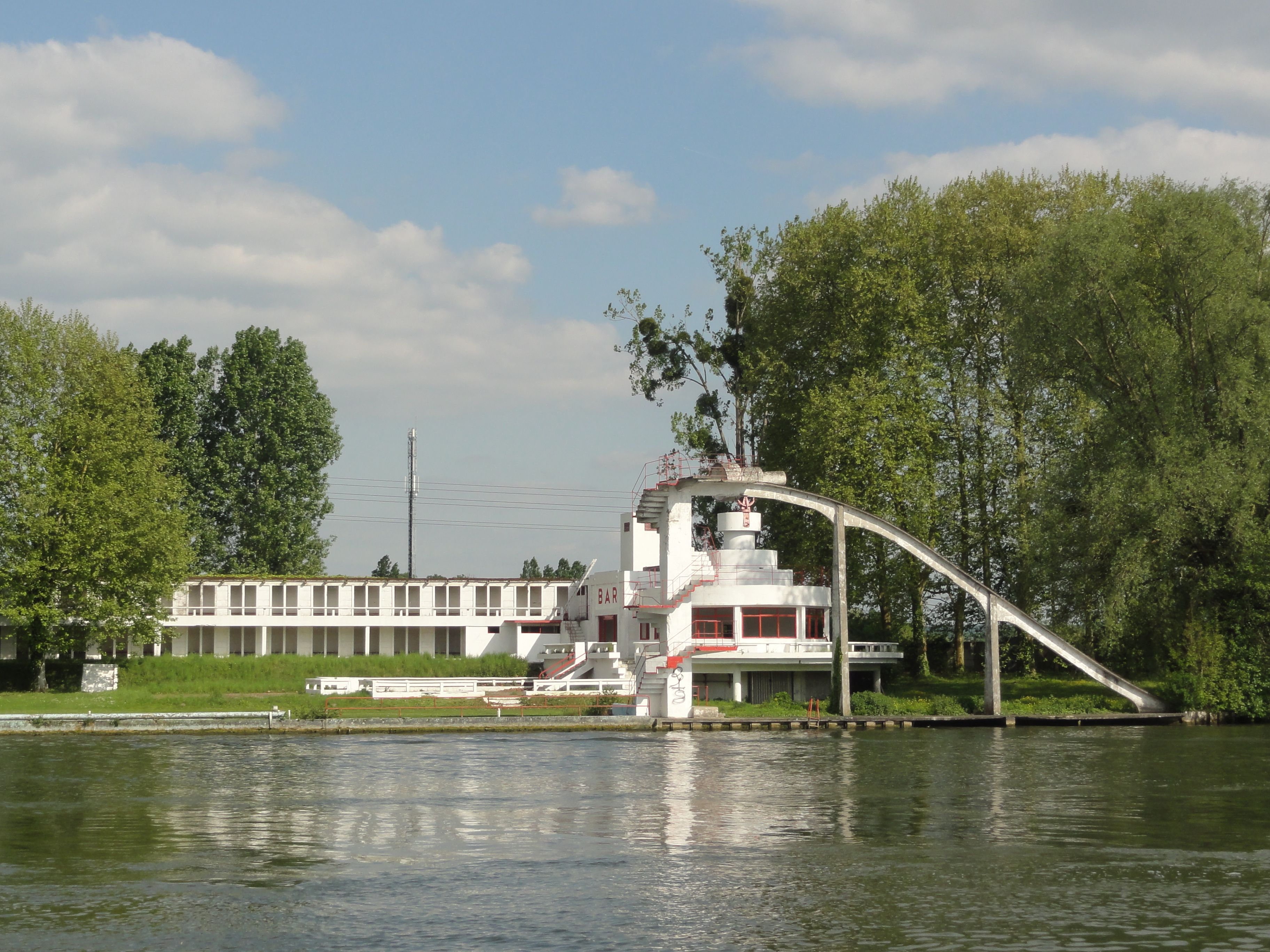
La plage du Lys Chantilly de Boran-sur-Oise, avant la mise en place des décors et installations de l'émission.

En avril 2019, il est annoncé qu'une émission dérivée de Fort Boyard, centrée autour du personnage du Père Fouras, serait en préparation pour l'hiver 2019. Le jeu prendrait place dans un vieux parc d'attractions qui aurait été tenu par le centenaire gardien du fort avant son arrivée sur la bâtisse charentaise-maritime. Le décor retenu serait celui de la plage du Lys Chantilly dans l'Oise. Durant la diffusion de la 30e saison du jeu estival de France 2, une bande-annonce de Boyard Land sert de vidéo d'introduction à la dernière partie du jeu, la Salle du trésor[réf. souhaitée].
Le 5 septembre 2019, Olivier Minne, animateur de Fort Boyard, annonce qu'il présentera également cette nouvelle émission.
Le 30 septembre 2019, le magazine Téléstar révèle des informations sur les personnages qui accompagneront Olivier Minne : Delphine Wespiser (Blanche), Monique Angeon et André Bouchet, alias Félindra et Passe-Partout seront absents. Cependant, certains interprètes de personnages du jeu estival de France 2 endosseront de nouveaux rôles : Willy Rovelli incarnera ainsi le Directeur et Anthony Laborde, alias Passe-Muraille, reviendra dans un tout autre rôle, Pass'Ivite. Du côté des nouveaux personnages seront présents une fée nommée la Fée Roni et interprétée par l'humoriste Nicole Ferroni, une personne de petite taille de sexe féminin et un colosse nommé Passe-Nulle-Part.
Le 21 décembre 2019, Boyard Land ouvre ses portes. Lors de cette première saison, il y aura quatre émissions diffusées tous les samedis à 21h05 sur France 2.
Le 7 novembre 2020, Boyard Land rouvre ses portes pour une saison 2. Six émissions sont prévues, et diffusées de manière évènementielle[réf. souhaitée].
Le 7 juin 2021, dans un article de TV Grandes Chaînes on apprend que Boyard Land s'arrête en raison des mauvaises audiences[réf. souhaitée]. 10 émissions seulement ont donc été diffusées.

## Déroulement du jeu

### Saison 1 (2019-2020)
Les deux équipes arrivent en bateau au parc Boyard Land. Le directeur Willy Rovelli les accueille et fait remettre à chaque équipe un capital de départ de 100 boyards qui leur permettront d'acheter leurs tickets pour les attractions. Il donne enfin à l'animateur un plan qui lui indiquera l'ordre des différentes épreuves.
Les équipes se déplacent dans le parc à l'aide de voiturettes, conduites respectivement par Pass'ivite pour l'équipe blanche et Passe Laseconde pour l'équipe rouge.
Tout au long du jeu, les candidats participeront à différentes séquences.

### Saison 2 (2020-2021)
Les deux équipes arrivent par bateau, seul Willy Rovelli les accueille et leur présente le parc. Chaque équipe commence avec zéro boyard en poche. Passe Laseconde, interprétée par une nouvelle personne cette année, et Pass'ivite, arrivent pour conduire en Boyard Mobile les deux équipes et les amener à la première attraction de la première zone, là où ils retrouveront Olivier Minne.

## Personnages
Les personnages de Boyard Land se décomposent ainsi :
- Le directeur Willy Rovelli : Interprété par Willy Rovelli lui-même.
- Père Fouras  : Ancien propriétaire de Boyard Land, il n'apparaît pas physiquement mais apparaît durant les vidéos de présentations des attractions, ainsi que lors du film d'animation qui raconte sa romance avec la Fée Roni au moment de la création du parc et son exil à Fort Boyard, lors de la saison 1. Sa voix est également présente lors de l'épreuve L'Enygma. Pour la saison 2, il n'apparaît plus pour introduire les attractions et les présentations de celles-ci sont désormais assurées par Richard Darbois en voix-off. Sa voix reste présente pour L'Enygma.
- La Fée Roni : Fée du parc, ancien amour du Père Fouras, elle anime les épreuves de la Rivière Enchantée. Interprétée par l'humoriste Nicole Ferroni. Pour l'émission spéciale Halloween qui introduit la saison 2, elle se fait passer pour la Fée Rosse, cousine maléfique de la Fée Roni.
- Pass’ivite : Chauffeur de la voiture de l'équipe blanche. Interprété par Anthony Laborde, qui interprète également Passe-Muraille dans Fort Boyard. Personnage muet dans la saison 1, il s'exprime en de rares occasions lors de la saison 2.
- Passe Laseconde : Conductrice de la voiture de l'équipe rouge. Interprétée par Coraly Corazon lors de la saison 1, également femme-fakir au Musée des Merveilles, et interprétée par Seydouba Camara, un artiste de cirque, lors de la saison 2
- Les Double Passe : Interprétée par Cléo Sénia et Anne-Laure Bonet, connues sous le nom des Sœurs Papilles. Elles étaient les seules Passes du Parc à parler lors de la saison 1, tous les autres étant des personnages muets. C'étaient également les seules personnages à parler en dehors de Willy Rovelli, de la Fée Roni et du Père Fouras.
- Passe Nulle-part : Interprété par Arshavir Grigoryan, un Arménien de 2,32 mètres. Dans Fort Boyard, en 2025, un personnage du même nom apparaît en référence à Boyard Land. Celui-ci est incarné par Vincent Pourchot, un basketteur qui est considéré comme le plus grand homme de France de 2,22 m qui doit affronter les candidats dans un tir à la corde[7].
- Passe Moilesucre : Elle distribue les Boyards au début de l'émission à chaque équipe. Interprétée par Stéphanie Lhorset. Personnage muet dans la saison 1, elle s'exprime en de rares occasions lors de la saison 2. Dans Fort Boyard, en 2023, elle interprète Passe Oussakass, dans l'épreuve des Catacombes.
- La contorsionniste Passe Passe : Interprétée par Nina Van der Pyl. Ce personnage n'est pas présent lors de la saison 2, seulement lors du musée des merveilles de l'émission 2 de la saison 2.
- Le clown Pass’idrôle : Il effraie les candidats dans les épreuves du Labyrinthe et de la Maison des Clowns. Interprété par Mathieu Roger lors de la saison 1 et Xavier Sourdeau lors de la saison 2.
- Monsieur Moustache : Il affronte les candidats lors de l'épreuve du Ring avec Madame Barbe. Interprété par Hugo Saladon, nommé plus belle moustache de France 2018[8]. Le duo qu'il forme avec Madame Barbe est baptisé Les Poilus à partir de la saison 2.
- Madame Barbe : Elle affronte les candidats lors de l'épreuve du Ring avec Monsieur Moustache. Interprétée par Laura Mété, qui interprète également Lady Boo dans Fort Boyard. Le duo qu'elle forme avec Monsieur Moustache est baptisé Les Poilus à partir de la saison 2.
- Cami-ange mi-demon : Personnage introduit lors de la saison 2. Dresseuse de l'attraction du cirque qui permettra de faire augmenter les gains des équipes et faire gagner un joker. Interprétée par la Miss France 2015 Camille Cerf[9].
- La Bête : Personnage introduit lors de la saison 2. Personne qui accompagne Cami-ange mi-demon dans l'attraction du cirque. Interprétée par Loïc Giorgi, ancien candidat de Ninja Warrior (Saison 1)[9]. Dans Fort Boyard, il apparaît dans le rôle de Booster depuis 2024.

Les personnages sont là pour renforcer l'ambiance mystérieuse et fantastique du parc. Certains amènent les candidats d'épreuve en épreuve comme Pass'ivite, ou encore Passe Laseconde. D'autres tiennent la caisse qui permet d'acheter un billet avant chaque épreuve, comme Passe-passe, Double-passe (qui sont les seules qui parlent), Passe Moilesucre et parfois Pass'idrole. On retrouve aussi M. Moustache et Mme Barbe comme adversaires au Ring ou assistant aux jeux de la Rivière enchantée (par exemple, M. Moustache bascule la balance lors du jeu balance).
Ensuite, des personnages secondaires (présentés dans le musée des merveilles) apparaissent. Lors de l'émission 1, seul un nouveau personnage apparaît sous le nom de Maitre Shaolin, et c'est Monsieur Truc qui est introduit lors de la deuxième émission. Lors de l'émission 3, nous avons pu voir Freaky hoody un homme tatoué et la statue du Musée Grévin du Père Fouras.
Pendant la saison 2, c'est Sacha la grenouille et Kristel le Scalpel qui apparaissent lors de l'émission 1, lors de l'émission 2, c'est Nina (ancienne Passe-passe de Boyard Land, interprétée par Nina Van der Pyl) et le Père Noël. Pendant l'émission 3, c'est Eric Sansem et une fois encore le Père Noël qui font leur apparition ; c'est Lila Chupa-Hoops et le Fabuleux Monsieur Sigrid qui apparaissent lors de l'émission 4. L'émission 5 connaît l'apparition de Gunter le dresseur de rat et Anelya, la dame aux chats. Lors de la dernière émission de la saison 2, l'émission 6, c'est Mike Garcia, la torche humaine et Alexandre Radoi qui apparaissent.

## Saisons

### Saison 1 (2019-2020)
La saison 1 de Boyard Land a lieu du 21 décembre 2019 au 11 janvier 2020 à 21 h 5 sur France 2. Quatre émissions ont été diffusées lors de cette saison, animées par Olivier Minne. La saison a été tournée en fin septembre à la plage de Lys-Chantilly, il s'agit de la même équipe de production qui tourne Fort Boyard[réf. souhaitée].
Le déroulement du jeu, est le suivant ; les candidats arrivent en bateau, quelques attractions sont faites puis arrive au milieu de cela, la séquence de la Fée Roni. À la fin de ces attractions, arrive les jeux d'arcades, où seul Willy Rovelli anime cette partie, quant à Olivier Minne, il attend les candidats près de la prochaine attraction. Ensuite les candidats, font encore quelques attractions, puis arrive au milieu de cela, la séquence du « disparu de Boyard Land » se fait. Puis à la fin de toutes les attractions, arrivent la grande roue où deux candidats des deux équipes grimpent celle-ci pour remporter 100 boyards de plus et gagner officiellement le jeu. Cette dernière attraction marque la fin de l'émission. Pour plus de détails, voir la partie "déroulement du jeu" ci-dessus.

### Saison 2 (2020-2021)
La saison 2 de Boyard Land commence le 7 novembre 2020 à 21 h 5 sur France 2. Six émissions sont diffusées lors de la saison, toutes animées par Olivier Minne. La diffusion de la saison n'est plus hebdomadaire comme pour la saison 1 mais évènementielle. La saison a été tournée mi-septembre à la plage de Lys-Chantilly. La première émission de la saison, diffusée le 7 novembre, est une émission spéciale halloween. L'émission 2 est une spéciale Noël. L'émission 5 est pour une spéciale Nouvel An.
Cette année, le parc a été divisé en sept zones : Les frontières de l’extrême, La rivière enchantée, Les arcades, Le monde fun’tastique, Le cirque, Le royaume de l’horreur et Le musée des merveilles, chacune de ces zones est dotée d'attractions.
Deux nouveaux personnages font leur apparition : Cami-ange mi-démon et la bête qui sont dans la zone du cirque.
La Grande roue n'est plus l'épreuve finale mais la demi-finale, les deux candidats désignés par leur équipe respective devront la gravir le plus vite possible s’ils ne veulent pas voir la cagnotte de 500 boyards qui leur a été allouée diminuer considérablement au fil du temps. L’équipe qui possède le plus de boyards à l’issue de cette épreuve pourra accéder au coffre-fort du directeur du parc Willy Rovelli. En équipe, les personnalités plongeront littéralement dans une piscine d’un million de boyards. En 1 min 30 s, elles devront récolter un maximum de pièces. Mais si la descente s’effectue en toboggan, la remontée sera plus difficile avec les mains remplies de boyards.
À la suite de la mauvaise audience du 7 novembre 2020, France 2 décide de diffuser les émissions suivantes de la saison 2 de Boyard Land l'après-midi vers 16 h au lieu de 21 h 5 précédemment. À la suite de cela, les émissions 2, 3 et 4 sont diffusées sur trois jours consécutifs respectivement le vendredi 25 décembre 2020 à 15 h 45, le samedi 26 décembre 2020 à 16 h 15 et le dimanche 27 décembre 2020 à 16 h 25. Les émissions 5 et 6 sont diffusées le samedi 2 janvier 2021 à 16 h 15 et le dimanche 3 janvier 2021 à 16 h 25.

## Audiences

### Audiences principales
Ces chiffres montrent les audiences par saison et par émission. Ils montrent d'un côté les audiences du lancement, de la dernière et de la moyenne finale (nombre de téléspectateurs et parts d'audiences).
Attention, l'ensemble des audiences et moyenne d'audience de la saison 2 sont à prendre avec précaution car pendant la saison 2, France 2 décide de changer l'heure de diffusion passant de 21h à environ 16h ce qui ne donne pas la même valeur de l'audience.
N.B. : Les audiences des émissions 4 et 6 de la saison 2 sont indisponibles pour le moment. La moyenne des audiences est calculée sans ses deux audiences.
| Saison | Nombre d'émissions | Période de diffusion               | Audience (en téléspectateurs et PDM) | Audience (en téléspectateurs et PDM) | Audience (en téléspectateurs et PDM) | Audience (en téléspectateurs et PDM) |
| Saison | Nombre d'émissions | Période de diffusion               | Lancement                            | Finale                               | Moyenne                              | Évol.                                |
| ------ | ------------------ | ---------------------------------- | ------------------------------------ | ------------------------------------ | ------------------------------------ | ------------------------------------ |
| 1      | 4                  | 21 décembre 2019 - 11 janvier 2020 | 2 616 000 (12,8 %)                   | 1 831 000 (9,8 %)                    | 2 179 000 (10,9 %)                   | -                                    |
| 2      | 6                  | 7 novembre 2020 - 3 janvier 2021   | 1 356 000 (6,1 %)                    | NC                                   | 765 750 (5,1%)                       | en diminution                        |

Évolution des audiences par émissions, de toutes les saisons de Boyard Land
Légende : Saison 1 / Saison 2

### Audiences par émissions

#### Saison 1 (2019-2020)
Émission 1 : 2 616 000 (12,8 %)
Émission 2 : 2 168 000 (11 %)
Émission 3 : 2 101 000 (10 %)
Émission 4 : 1 831 000 (9,8 %)
Cette saison a été assez faible en audiences et en parts de marché, mais suffisante pour assurer une saison 2 à l'émission.

| Évolution des audiences de la saison 1 de Boyard Land |
| Le graphique qui aurait dû être présenté ici ne peut pas être affiché car il utilise l'ancienne extension Graph, désactivée pour des questions de sécurité. Des indications pour créer un nouveau graphique avec la nouvelle extension Chart sont disponibles ici . |

#### Saison 2 (2020-2021)
Émission 1 (spécial halloween) : 1 356 000 (6,1 %)
Émission 2 (spécial Noël) : 495 000 (5,1 %)
Émission 3 (spécial Noël) : 588 000 (4,6 %)
Émission 4 : indisponible
Émission 5 : 624 000 (4,9%)
Émission 6 : indisponible
Les audiences de cette saison ont été très faibles voire catastrophiques, de même pour les parts de marché, la reconduction de l'émission l'an prochain (saison 3) est donc incertaine. Elle sera finalement annulée.
| Évolution des audiences de la saison 2 de Boyard Land |
| Le graphique qui aurait dû être présenté ici ne peut pas être affiché car il utilise l'ancienne extension Graph, désactivée pour des questions de sécurité. Des indications pour créer un nouveau graphique avec la nouvelle extension Chart sont disponibles ici . |

## Candidats et gains

### Candidats et gains par émission
Voici le détail des membres de chaque équipe et leurs gains par émission. Le gain final se dévoile à la fin du jeu, après l'épreuve finale de la grande roue.
Légende : en gras il s'agit des gagnants de l'émission.
| Saison 1 (2019-2020) | Saison 1 (2019-2020) | Saison 1 (2019-2020)                                                      | Saison 1 (2019-2020)                 | Saison 1 (2019-2020) | Saison 1 (2019-2020)                                                | Saison 1 (2019-2020)                                          | Saison 1 (2019-2020)          | Saison 1 (2019-2020) |
| No                   | Date de diffusion    | Candidats équipe rouge                                                    | Association(s) équipe rouge          | Gains équipe rouge   |                                                                     | Candidats équipe blanche                                      | Association(s) équipe blanche | Gains équipe blanche |
| -------------------- | -------------------- | ------------------------------------------------------------------------- | ------------------------------------ | -------------------- | ------------------------------------------------------------------- | ------------------------------------------------------------- | ----------------------------- | -------------------- |
| 1                    | 21 décembre 2019     | Amel Bent, Mickaël Miro, Vitaa, Slimane                                   | Juste Humain – De l'espoir pour Enzo | 4 000 €              |                                                                     | Jarry, Ariane Brodier, Christelle Chollet, Frédérick Bousquet | NaturDive                     | 12 500 €             |
| 2                    | 28 décembre 2019     | Laury Thilleman, Juan Arbelaez, Vincent Lagaf' et Richard Orlinski        | Handi Surf                           | 10 000 €             | Nathalie Péchalat, Christophe Licata, Camille Cerf, Daniel Narcisse | Premiers de cordée                                            | 6 000 €                       |                      |
| 3                    | 4 janvier 2020       | Faustine Bollaert, Jean-Philippe Doux, Yves Camdeborde et Anthony Colette | Petits princes                       | 6 000 €              | Éric Antoine, Maëva Coucke, Isabelle Vitari et Vérino               | Magie à l'hôpital                                             | 10 000 €                      |                      |
| 4                    | 11 janvier 2020      | Norbert Tarayre, Terence Telle, Danièle Évenou et Clémence Castel         | UNICEF                               | 8 000 €              | Bruno Guillon, Alex Goude, Rebecca Hampton et Olivier Delacroix     | Tout le monde contre le cancer                                | 6 000 €                       |                      |

| Saison 2 (2020-2021)  | Saison 2 (2020-2021) | Saison 2 (2020-2021)                                          | Saison 2 (2020-2021)        | Saison 2 (2020-2021) | Saison 2 (2020-2021)                                                    | Saison 2 (2020-2021)                                                  | Saison 2 (2020-2021)          | Saison 2 (2020-2021) |
| No                    | Date de diffusion    | Candidats équipe rouge                                        | Association(s) équipe rouge | Gains équipe rouge   |                                                                         | Candidats équipe blanche                                              | Association(s) équipe blanche | Gains équipe blanche |
| --------------------- | -------------------- | ------------------------------------------------------------- | --------------------------- | -------------------- | ----------------------------------------------------------------------- | --------------------------------------------------------------------- | ----------------------------- | -------------------- |
| 1 (Spécial Halloween) | 7 novembre 2020      | Candice Pascal, Magloire, Teheiura Teahui, Terence Telle      | Sourire à la vie            | 11 000 €             |                                                                         | Sylvie Tellier, Clémence Botino, Donel Jack'sman, Christophe Lemaitre | Les bonnes fées               | 4 000 €              |
| 2 (Spécial Noël)      | 25 décembre 2020     | Jeanfi Janssens, Taïg Khris, Aurore Delplace, Emma Colberti   | Œuvre des Pupilles          | 8 981 €              | Booder, Laure Boulleau, Vaimalama Chaves, Caroline Margeridon           | Barista Academy                                                       | 2 863 €                       |                      |
| 3 (Spécial Noël)      | 26 décembre 2020     | Titoff, Laurent Maistret, Elsa Esnoult, Isabelle Vitari       | ELA                         | 4 354 €              | Philippe Candeloro, Nelson Monfort, Erika Moulet, Jérôme Pitorin        | Coucou nous voilou                                                    | 10 066 €                      |                      |
| 4                     | 27 décembre 2020     | Djibril Cissé, Maëva Coucke, Claude Dartois, Yoann Riou       | Ceke du Bonheur             | 4 977 €              | Loup-Denis Elion, Virginie Guilhaume, Frédérick Bousquet, Karima Charni | Calemon                                                               | 10 521 €                      |                      |
| 5                     | 2 janvier 2021       | Christian Karembeu, Alex Goude, Tom Leeb, Géraldine Lapalus   | Autour des Williams         | 8 974 €              | Jean-Marc Généreux, Carla, Joan Faggianelli, Gil Alma                   | ASFR                                                                  | 4 137 €                       |                      |
| 6                     | 3 janvier 2021       | Élodie Gossuin, Albert Spano, Vincent Cerutti Ladji Doucouré, | UNICEF                      | 4 599 €              | Baptiste Giabiconi, Jessica Potel, Brahim Zaibat, Sidney Govou          | CERHOM                                                                | 9 527 €                       |                      |

Lecture : le 21 décembre 2019, les candidats rouges était Amel Bent, Mickaël Miro, Vitaa et Slimane qui ont joué pour l'association Juste Humain et ils ont perdu, avec 4 000 € dans leur poche.
Dans chaque équipe, il y a quatre candidats, quatre rouges, et quatre blancs. Chaque équipe joue pour une association. Lors de la saison 1, les candidats d'équipe rouge en gagné deux fois, lors des quatre émissions, même chose pour les blancs. Durant la saison 2, l'égalité se poursuit, lors des six émissions, trois victoires respectivement pour les blancs et pour les rouges.
Lors de la dernière émission du 3 janvier 2021, les blancs ont décidé de partager les gains du coffre-fort entre les deux équipes. Ainsi l'UNICEF et CERHOM empoche chacune 7 063 €.

### Liste des candidats par nombre de participations

#### 2 participations (2019-2020)
- Maëva Coucke, ancienne Miss France 2018 et mannequin
- Isabelle Vitari, comédienne
- Frédérick Bousquet, nageur
- Alex Goude, animateur télé et comédien
- Terence Telle, mannequin

#### Saison 1 (2019)
- Amel Bent, chanteuse
- Mickaël Miro, chanteur
- Vitaa, chanteuse
- Slimane, chanteur
- Jarry, humoriste, acteur et animateur
- Ariane Brodier, comédienne et humoriste
- Christelle Chollet, actrice
- Laury Thilleman, miss France 2011 et animatrice
- Juan Arbelaez, chef cuisinier
- Vincent Lagaf', animateur et comédien
- Richard Orlinski, sculpteur
- Camille Cerf, miss France 2015 et animatrice (devenue personnage dans la saison 2)
- Nathalie Péchalat, patineuse artistique
- Christophe Licata, danseur
- Daniel Narcisse, handballeur
- Faustine Bollaert, journaliste et animatrice
- Jean-Philippe Doux, journaliste
- Yves Camdeborde, chef cuisinier
- Anthony Colette, danseur
- Éric Antoine, magicien et humoriste
- Vérino, acteur et humoriste
- Norbert Tarayre, chef cuisinier et animateur
- Danièle Évenou, comédienne
- Clémence Castel, aventurière (participante de Koh-Lanta)
- Bruno Guillon, animateur radio et télé
- Olivier Delacroix, journaliste
- Rebecca Hampton, actrice

#### Saison 2 (2020)
- Candice Pascal, danseuse
- Magloire, animateur et comédien
- Teheiura Teahui, aventurier (participant de Koh-Lanta)
- Sylvie Tellier, miss France 2002 et directrice de la société miss France
- Clémence Botino, miss France 2020
- Donel Jack's man, acteur et humoriste
- Christophe Lemaitre, athlète
- Jeanfi Janssens, comédien et humoriste
- Taïg Khris, champion du monde de roller
- Aurore Delplace, actrice
- Emma Colberti, actrice
- Booder, comédien, humoriste et acteur
- Laure Boulleau, footballeuse
- Vaimalama Chaves, miss France 2019
- Caroline Margeridon, antiquaire (révélée par l'émission Affaire conclue)
- Titoff, acteur et humoriste
- Laurent Maistret, aventurier, danseur et mannequin
- Elsa Esnoult, chanteuse et comédienne
- Philippe Candeloro, patineur artistique
- Nelson Monfort, journaliste sportif et animateur
- Erika Moulet, animatrice et chroniqueuse
- Jérôme Pitorin, journaliste
- Djibril Cissé, footballeur
- Claude Dartois, aventurier (participant de Koh-Lanta)
- Yoann Riou, journaliste sportif
- Loup-Denis Elion, comédien
- Virginie Guilhaume, présentatrice
- Karima Charni, chroniqueuse
- Christian Karembeu, footballeur
- Tom Leeb, chanteur
- Géraldine Lapalus, comédienne et mannequin
- Jean-Marc Généreux, danseur et chorégraphe
- Carla, chanteuse
- Joan Faggianelli, animateur
- Gil Alma, acteur
- Élodie Gossuin, miss France 2001, animatrice de télévision et radio
- Albert Spano, animateur radio
- Vincent Cerutti, animateur de radio et de télévision
- Ladji Doucouré, athlète
- Baptiste Giabiconi, mannequin et chanteur
- Jessica Potel, aventurière (participante de Koh-Lanta)
- Brahim Zaibat, chorégraphe
- Sidney Govou, footballeur

## Attractions
À l'entrée d'une attraction de Boyard Land, les candidats ont le choix entre le ticket classique (moins cher) et le ticket avec plus de temps qui est plus cher. Si les candidats gagnent l'attraction, ils gagnent plus de boyards et surtout une somme plus grande, s'ils gagnent  l'attraction finale de la grande roue alors cette équipe a gagné officiellement.
Lors de la saison 2, le parc est coupé en sept zones différentes ; dans chacune de ces zones, il y a les attractions déjà connues de la saison 1 qui sont mises dans les différentes zones du parc, et de nouvelles attractions : les boules, la course des boissons, la taupe, le plot et la piste de ski.

## Anecdotes
- Le personnage de Passe Laseconde devait s'appeler Passe Navigo, mais la SNCF a refusé[18]. Le nom Passe Navigo est apparu lors du jeu téléspectateur.
- Lors de la période où aucune équipe de production n'est présente, les attractions sont rangés dans un hangar[19].
- Lors de l'introduction de la séquence du disparu de Boyard Land, lors de la saison 1, on voit une mère et sa fille qui sont en vérité Alexia Laroche-Joubert et sa fille[20].